# Anton Sekar-Rojanski
Anton (Anton-Karl) Vladislavovitch Sekar-Rojanski (Анто́н (Антон-Карл) Владисла́вович Сека́р-Рожа́нский) (parfois Sikar-Rojansky), né le 6/18 mai 1863 à Włocławek, dans le gouvernement de Varsovie (Empire russe) et mort le 28 janvier 1953 à Lublin (République populaire de Pologne), est un chanteur russo-polonais d'opéra de tessiture ténor. Il a créé le rôle de Sadko dans l'opéra Sadko de Rimski-Korsakov.

## Biographie
Il termine en 1886 l'université de Varsovie, et en 1891 le conservatoire de Saint-Pétersbourg dans la classe de Stanislav Gabel.
Il débute en 1891 à Saint-Pétersbourg dans la compagnie de Sokolov sur la scène du théâtre Panaïev dans le rôle de Florestan de Fidelio de Beethoven, puis il chante à Rostov-sur-le-Don (1891-1892), Kazan (1892, compagnie de Perovski), Kharkov (1892-1894), Tiflis (1894-1895), Saint-Pétersbourg (théâtre Panaïev, 1895-1896).
Il débute avec succès en mars 1896 au théâtre Bolchoï (Radamès dans Aida de Verdi, Roméo dans Roméo et Juliette de Gounod), mais il n'est pas engagé dans la troupe.
De mai 1896 à 1901, Sekar-Rojanski est soliste de l'opéra privé de Moscou de Savva Mamontov. Pendant cette période, il fait aussi des tournées à Nijni Novgorod (1896, 1897), Kazan (1897, avec Chaliapine et Eberlé), à Poltava (1897), à Yalta, Sébastopol (1898, avec Rachmaninov et Chaliapine). Entre 1891 et 1904, il fait quelques séjour à l'étranger pour se perfectionner: à Milan (chez Ronconi et Rossi) et à Paris (chez le professeur Bertrami).
Il se produit en 1904 à Kiev, à Moscou (compagnie Borodaï au théâtre Solodovnikov, en 1905), à Odessa, Kharkov (1906); en 1910 dans la compagnie Maksakov (Simbirsk, Perm, Kazan, Tomsk, Ekaterinbourg, Irkoutsk, Astrakhan); en 1911 à Koursk; en 1912 à Dresde et à Prague; avant 1914 à Omsk, Tchita, Vladivostok, Bakou, Riga.
Après la Révolution de 1917, il chante dans des concerts pour ouvriers dans différentes villes. En 1914-1919, il enseigne dans des classes d'opéra du conservatoire de Moscou (professeur). À partir de 1920, il dirige une école musicale à Vitebsk. Il quitte la Russie soviétique en 1920. Entre 1920 et 1940, il est professeur au conservatoire de Varsovie. En 1940, il s'installe à Lublin, où il enseigne dans une école musicale.

## Artiste
Il avait une voix souple de ténor (avec un centre baryton) d'un timbre métallique et d'une large tessiture, un tempérament dramatique. Parmi les lacunes, les critiques ont mentionné l'inexactitude de l'intonation et la mauvaise diction.
Son répertoire comprenait plus de soixante-dix rôles d'opéra, mais aussi des romances de Glinka, de Balakirev, de Moussorgski, de Rachmaninov, d'Arenski, de Gretchaninov, de Vassilenko, ainsi que des œuvres de concert de compositeurs étrangers.
Il a eu entre autres comme partenaires de scène Nadejda Zabela-Vroubel, M. V. Vesselovskaïa, Tatiana Lioubatovitch, Nikolaï Moutine, Piotr Olenine, Vera Petrova-Zvantseva, Alexandre Ouloukhanov, Elena Tsvetkova, Fiodor Chaliapine, Vassili Schkafer, etc.
Il a chanté sous la direction de Bernardi, Zeleny, Ippolitov-Ivanov, Kotchetov, Margoulian, Palitsyne, Rachmaninov, Truffi, Eichenbach, Esposito...

### Quelques rôles
- Bogdan Sobinine (Une vie pour le tsar de Glinka)
- le prince (Roussalka de Dargomyjski)
- Hermann (La Dame de pique de Tchaïkovski)
- André (Mazeppa de Tchaïkovski)
- Morozov (L'Opritchnik de Tchaïkovski)
- Youri (L'Enchanteresse de Tchaïkovski)
- le Varègue Ruald (Rogneda de Serov)
- Sadko (Sadko de Rimski-Korsakov), création (1897))
- Ivan Lykov (La Fiancée du tsar de Rimski-Korsakov), création (1899)[5]
- le tsarévitch Gvidon (Le Conte du tsar Saltan de Rimski-Korsakov), création (1900)
- Valery (Servilia de Rimski-Korsakov), premier interprète à Moscou (1904)
- Mikhaïlo Toutcha (La Pskovitaine de Rimski-Korsakov)
- Boris (prologue de l'opéra En 1812 de Kalinnikov), création (1899)
- Senior (Assia de Ippolitov-Ivanov), création (1900)
- le prince Vassili Galitzine (La Khovanchtchina de Moussorgski)
- l'imposteur (Boris Godounov de Moussorgski, instrumentation de Rimski-Korsakov), premier interprète à Moscou (1898)
- le comte Douglas (William Ratcliff de César Cui), premier interprète à Moscou (1900)
- le prisonnier russe (Le Prisonnier du Caucase de César Cui)
- Heinrich (La Cloche noyée de Davidov), premier interprète à Moscou (1905)
- Solo (finale de la Symphonie no 9 de Beethoven)
- Radamès (Aida de Verdi)
- le duc (Rigoletto de Verdi)
- Raoul (Les Huguenots de Meyerbeer)
- Faust (Faust de Gounod)
- José (Carmen de Bizet)
- Turiddu (Cavalleria rusticana de Mascagni)
- Rodolfo (La Bohème Puccini), premier interprète en Russie (1897)
- Samson (Samson et Dalila de Saint-Saëns), premier interprète à Moscou (1896) et Nijni Novgorod (1896)
- Tannhaüser (Tannhaüser de Wagner).

## Source de la traduction
- (ru) Cet article est partiellement ou en totalité issu de l’article de Wikipédia en russe intitulé « Секар-Рожанский, Антон Владиславович » (voir la liste des auteurs).